# Manuele Boutoumites
Manuele Boutoumites (prima del 1086 – dopo il 1112) è stato un diplomatico e generale bizantino, al tempo di Alessio I Comneno.

## Il servizio per Alessio I Comneno
Manuele Boutoumites fa la sua prima apparizione nell'Alessiade di Anna Comnena in cui si apprende che Alessio I Comneno, nel 1086, lo nominò condottiero della flotta che spedì contro Abū l-Qāsim, il semi indipendente governatore  turco selgiuchide di Nicea.
Abū l-Qāsim stava preparando, infatti, un attacco contro le flotte bizantine stanziate nel Mar di Marmara, per questo motivo Alessio I, scopertolo, decise di giocare d'anticipo mandando oltre alla flotta anche le truppe di terra del generale Tatikios. Il piano ebbe successo, Abū l-Qāsim fu costretto a ritirarsi a Nicea, dove accettò una tregua con i Bizantini.
Sei anni dopo il Megas Doux Giovanni Ducas sconfisse il Bey di Smirne Tzachas e Manuele, insieme ad altri, fu dato in ostaggio al Bey come garanzia per permettergli di lasciare pacificamente l'isola di Lesbo. Quando fu liberato, Manuele fu inviato a reprimere due ribellioni, una a Creta e l'altra a Cipro dove la città di Kyrenia era rapidamente caduta in mano ai rivoltosi. Secondo la tradizione, Manuele fece erigere a Pedoulas il Monastero di Kykkos.

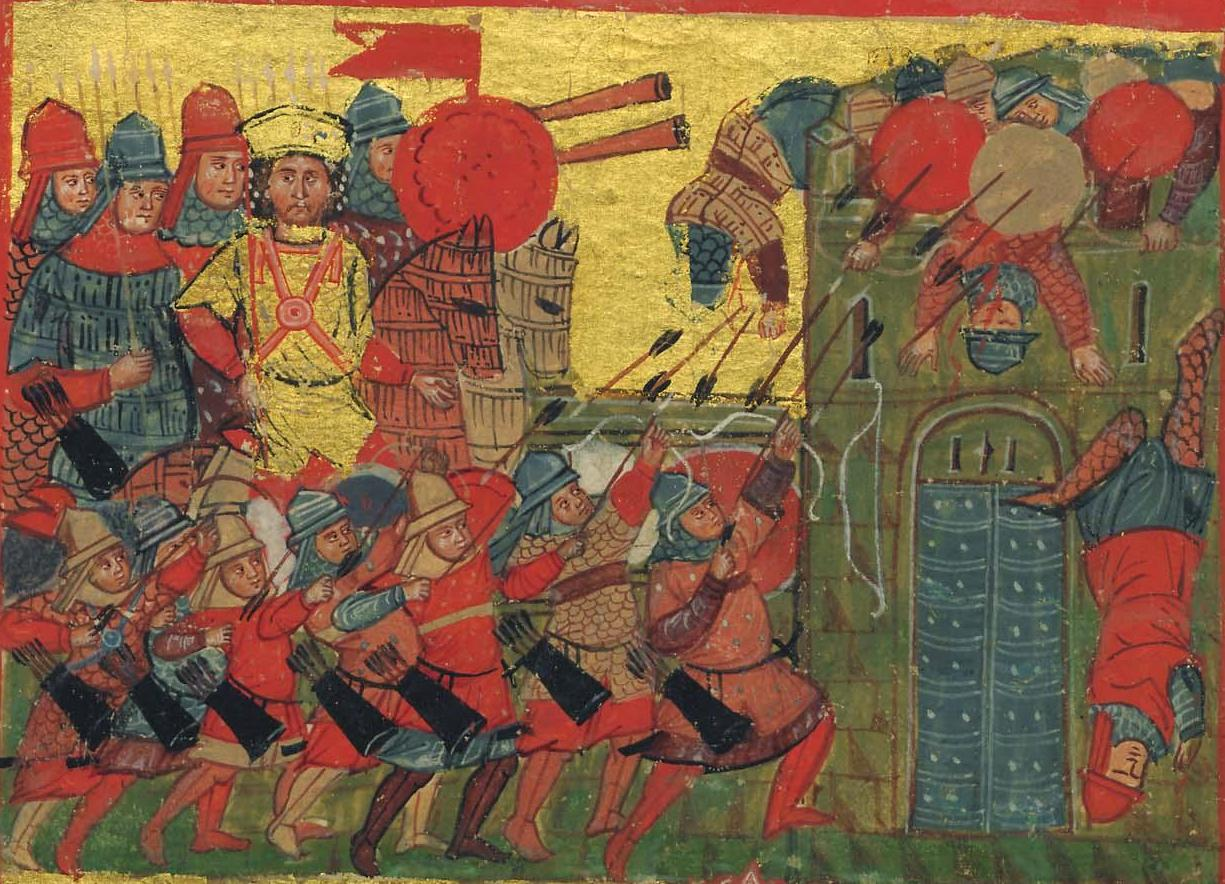
Rappresentazione bizantina del XIV secolo di soldati durante un assedio

## L'Assedio di Nicea
I sei anni trascorsi a combattere per Alessio I gli fruttarono la stima e la gratitudine del sovrano che lo ricompensò affidandogli le trattative che avrebbero portato alla partecipazione dell'Imperatore alla Prima crociata del 1096. Quando la flotta di Ugo I di Vermandois naufragò mentre era diretta verso la Grecia, Manuele fu chiamato per recuperare l'equipaggio e il principe, da Durazzo a Costantinopoli nel 1097, fu messo alla testa dell'esercito che accompagnò i crociati contro i turchi in Anatolia. Il primo grande ostacolo incontrato dai Crociati fu la città di Nicea, capitale dei Selgiuchidi di Rum, che fu assediata. Alessio I aveva istruito Manuele affinché facesse in modo che la città si arrendesse a lui e non ai crociati e per questo motivo fin dall'inizio dell'assedio Manuele scrisse numerose lettere all'emiro per convincerlo ad arrendersi a lui, sia con promesse di amnistia sia con minacce di un massacro generale che i crociati avrebbero sicuramente compiuto se avessero messo le mani sulla città. La strategia di Manuele ebbe la meglio e i turchi accordarono l'ingresso, pacifico, in città, due giorni dopo però giunse la notizia dell'arrivo di truppe di rinforzo da parte del sultano Qilij Arslan I e l'esercito crociato fu costretto a ritirarsi. Le forze appena giunte furono presto sconfitte dai Crociati e Manuele prese il controllo di Nicea aprendo una strada per l'arrivo dei rifornimenti attraverso il Lago di İznik. Quando Manuele entrò in città mostrò alla popolazione la Crisobolla che gli aveva dato il suo Imperatore e promise al sultano, a sua moglie e alla sorella di non essere imprigionati e grandi onori pur badando a non mettere a conoscenze i comandanti crociati di questo accordo. Tuttavia i Crociati, cui era stato vietato il saccheggio, iniziarono a subodorare qualcosa e per non perdere la loro alleanza Alessio I fece loro grandi donazioni in termini di denaro, cavalli e regalie varie.
Alla fine il sultano e la sua famiglia poterono lasciare Nicea indisturbati andando fino a Costantinopoli e la città non fu saccheggiata. Questi avvenimenti però portarono a un peggioramento delle relazioni fra Bizantini e Crociati che si sentirono ingannati nell'essere stati lasciati fuori da giochi dopo le perdite che avevano subito combattendo contro Qilij Arslān. Peggio ancora i soldati si sentirono oltraggiati di non poter saccheggiare e depredare la città conquistata mentre i prigionieri musulmani venivano trattati con tanto riguardo.
Manuele comunque fu di nuovo ricompensato per i propri servigi e venne nominato Duce di Nicea.

## Il messo
Nel 1099 Manuele venne mandato come messo presso Cipro alla corte di Boemondo I d'Antiochia, ma invece di trattare venne imprigionato e rilasciato solo due settimane dopo senza nessun accordo. Manuele si ritrovò di nuovo contro di lui attorno al 1103, quando fu mandato in Cilicia; qua prese la città di Adalia, quindi quella di Kahramanmaraş e la regione circostante.
Fra il 1111 ed il 1112 Manuele venne mandato come messo presso il Regno di Gerusalemme per assicurare il loro aiuto contro Tancredi d'Altavilla (1072–1112), reggente di Boemondo ad Antiochia che rifiutava di aderire al Trattato di Devol secondo il quale l'Antiochia sarebbe dovuta divenire uno stato vassallo di Bisanzio. Manuele partì quindi da Cipro per andare a Tripoli dove il conte locale Bertrando II di Tolosa acconsentì immediatamente ad aiutarlo contro Tancredi. Quindi Manuele e gli altri messi partirono per incontrare Baldovino I di Gerusalemme che stava assediando Tiro, Manuele provò in molti modi a convincere il sovrano ad appoggiare la causa di Alessio, ma questi non cedette, o forse non volle credere alle sue parole. L'ultima missione di Manuele si concluse quindi con un nulla di fatto e dovette tornare a Costantinopoli a mani vuote, da qui in poi di lui si perdono di nuovo le tracce e della sua morte non si sa nulla.